# Ichoria maura
Ichoria maura är en fjärilsart som beskrevs av Max Wilhelm Karl Draudt 1915. Ichoria maura ingår i släktet Ichoria och familjen björnspinnare. Inga underarter finns listade i Catalogue of Life.